# چزاره بکاریا
چزاره بکاریا (ایتالیایی: Cesare Beccaria؛ ۱۵ مارس ۱۷۳۸ – ۲۰ نوامبر ۱۷۹۴) نظریه‌پرداز حقوق، فیلسوف، سیاستمدار و وکیل اهل ایتالیا بود.
نظریات بکاریا بیشتر حول محور کیفرشناسی و واکنش جامعه در قبال بزه بود؛ وی از جمله نظریه‌پردازانی بود که توجهات را به تأثیر قطعیت مجازات‌ها در بازدارندگی افراد جامعه از ارتکاب جرم جلب کرد. مطابق تفکرات بکاریا بازداری از بزه معلول سه عنصر است: شدت، قطعیت و سرعت اعمال کیفر
رسالهٔ «جرایم و مجازات‌ها» اثر مطرح بکاریا است که در سال 1766 میلادی در فرانسه انتشار یافت و تأثیر بسیار زیادی در تکوین تاریخ تحولات حقوق و کیفرشناسی برجا گذاشت. از دیگر آثار او می توان کتاب ( ارکان اقتصاد عمومی) را نام برد. 
چزاره بکاریا از مخالفین اعدام در جرایم عمومی و در عین حال موافق اعدام در جرایم سیاسی بود